# Провулок Павла Кольченка (Житомир)
Прову́лок Павла́ Кольченка  — провулок у Богунському районі Житомира. Названий на честь українського військовика, учасника героїчного бою під Крутами Павла Кольченка.

## Розташування
Починається від проїзду Августа Ільїнського, прямує на північний захід, паралельно до вулиці Радивілівської.
Довжина провулка — 90 метрів.

## Історія
До 19 лютого 2016 року називався 7-й Піонерський провулок. Відповідно до розпорядження Житомирського міського голови від 19 лютого 2016 року № 112 «Про перейменування топонімічних об'єктів та демонтаж пам'ятних знаків у м. Житомирі», перейменований на провулок Павла Кольченка.